# Люди-невидимки
«Люди-невидимки» — шестнадцатый студийный альбом советской и российской рок-группы «Крематорий». Является концептуальным альбомом. Выпущен 2 сентября 2016 года.

## История
Альбом записан зимой 2016 года в московской студии KIV Records. По словам Армена Григоряна, «студия на пятьдесят процентов состоящая из ламповых усилителей, что нам весьма пригодилось. Мы хотели если не полностью отказаться от „цифры“, то во всяком случае уйти как можно дальше».
В альбоме имеется сюжетная линия, и её нужно прослеживать от начала до конца: согласно лидеру группы, «сказочное вступление — „Супермаркет“, „Гудвин“ и „Брунхильда“ — это, по сути, суждения о состоянии человека в этом мире, и не только в реальном, но и потустороннем. А альбом в целом — история одного человека в отражении действительности. И в данном случае я попытался через персонажей с разных ракурсов заглянуть в себя».
«Армен Григорян и здесь не изменяет своему отточенному годами творческого методу, находя в исторических персонажах черты своих знакомых, ну и, соответственно, наоборот», — написала критика.. Гуру Кен: «Это самый хитовый альбом „Крематория“ за последнее десятилетие … в пристойных дозах смешивающий ортодоксальный русский рок, ехидные социально-политические замечания и ернические любовные баллады. Пропорции может менять каждый слушатель, в зависимости от числа повторно прослушиваемых треков». Как всегда, сначала была написана музыка, потом уже по ассоциациям — тексты песен. «У новых песен безупречные аранжировки, да и звучат они просто шикарно»,- написал об альбоме обозреватель Д. Мех. «Музыкальные красоты и многоплановость поэзии, эмоций, морали в творчестве „Крема“ никогда не были новостью, но альбом рассматривается как концептуально цельное произведение с сюжетом и идеей»,- пишет журнал «InRock».
1 апреля 2016 года состоялся релиз сингла «Жизнь», позже песня добралась до вершины хит-парада «Нашего радио».
Выпуск альбома сопровождался скандалом, связанным с преждевременной «утечкой» его материала в интернет, что вызвало гнев лидера коллектива Армена Григоряна.
Также Григорян принципиально отказался официально выкладывать альбом в открытый доступ (на сервисе Яндекс.Музыка он появился только через неделю после релиза) и раскритиковал краудфандинговое финансирование звукозаписи, заявив что не собирается «побираться».
Благодаря занятой Григоряном позиции «ретрограда» пластинка получила дополнительную рекламу.

## Список композиций
1. Ave Caesar 1:33
2. Супермаркет 3:44
3. Гудвин 3:49
4. Брунхильда 3:46
5. Текила Бум 3:24
6. Ричард III 3:14
7. Света 3:06
8. Верёвка и мыло 3:32
9. Бенито (Хуарес) 3:10
10. Жизнь 3:16
11. Perpetuum mobile pt. I 1:09
12. Perpetuum mobile pt. II 2:47
13. Люди-невидимки 2:23

## Участники записи
- Армен Григорян — вокал
- Владимир Куликов — гитара, акустическая гитара
- Николай Коршунов — бас-гитара, акустическая бас-гитара, акустическая гитара, 12-струнная гитара, клавишные, исполнительное продюсирование
- Максим Гусельщиков — скрипка, альт
- Андрей Ермола — ударные, перкуссия

Также в записи участвовали:
- Константин Лосев — труба (2, 9)
- Ксения Николь Беспалая — бэк-вокал (3, 5—7, 9)
- Марина Третьякова — вокализ (4)
- Игорь Королёв — гитара (4)
- Елизавета Григорян — вокал (5)